# San Francisco Fútbol Club
Maillots
Le San Francisco Fútbol Club est un club panaméen de football basé à La Chorrera.

## Palmarès
- Championnat du Panama de football : (9)
  - Champion : 1995, 1996, 2005 (C), 2006 (A), 2007 (C), 2008 (A), 2009 (A), 2011 (C), 2014 (A)
  - Vice-Champion : 1988, 1989, 2007 (A), 2010 (C), 2019 (C).

- Coupe du Panama de football : (1)
  - Vainqueur : 2015

## Joueurs emblématiques
- Carlos Rodríguez